# Sanne Vloet
Sanne Vloet (Winterthur, Suiza, 10 de marzo de 1995) es una modelo neerlandesa, conocida por participar en el Victoria's Secret Fashion Show 2015, 2016 y 2017.

## Biografía
Nació en Suiza de padres neerlandeses. Pasó parte de su infancia viviendo en Zimbabue, donde sus padres trabajaban en un hospital. Creció en Donkerbroek, Países Bajos. 
Cuando se disponía a audicionar para Holland's Got Talent, fue descubierta por un agente de una agencia de modelos a los 14 años. 
Habla neerlandés e inglés. y tiene un canal de vlogs en YouTube.
Comenzó desfilando para Oscar de la Renta en 2014. Ha modelado en varias pasarelas, en particular para Victoria's Secret Fashion Show, debutando en 2015 y repitiendo en 2016 y 2017.
También modela para marcas como Express, BHLDN, y Next. Ha desfilado para Badgley Mischka, Tibi, y Ralph Lauren, entre otros.